# Horlivka
Horlivka (ukrajinski: Горлівка, ruski: Горловка) je ukrajinski grad na istoku zemlje, u Donjeckoj oblasti. Prema podacima iz 2014., u gradu je živjelo 254.416 stanovnika. 

## Povijest
Grad je osnovao i nazvao po sebi ruski rudarski inženjer i istraživač Pјotr Gorlov 1867. godine. Grad je osnovan za pružanje osnovnih životnih usluga i organizaciju niza rudarskih kampova. 
Tijekom ruske revolucije 1905. bio je poprište oružanog ustanka. 
Nakon toga je pod sovjetskom kontrolom, za vrijeme koje je 1930-ih znatno proširio i postao glavni centar za rudarske operacije u Ukrajinskom SSR-u. 
Tijekom Drugog svjetskog rata nacisti su spalili grad tokom povlačenja. Ipak broj stanovnika narastao je na 400.000 do kraja rata. 
U posljednjih nekoliko godina mnogi su rudnici zatvoreni. Broj stanovnika se smanjio za više od deset posto tijekom 1990-ih.
Horlivka je jedan od uporišta proruskih pobunjenika u ratu u istočnoj Ukrajini 2014. godine. 

## Demografija
Kretanje broja stanovnika kroz povijest.
| god.  | stanovnika |
| ----- | ---------- |
| 1923. | 11.476     |
| 1926. | 23.149     |
| 1939. | 181.448    |
| 1959. | 292.616    |
| 1970. | 335.064    |
| 1979. | 336.487    |
| 1989. | 338.106    |
| 2001. | 292.250    |
| 2005. | 279.061    |
| 2010. | 263.647    |
| 2014. | 254.416    |

Nacionalni sastav prema popisu stanovništva iz 2001.
|               | broj    | postotak % |
| Ukrajinci     | 160.397 | 51,4       |
| Rusi          | 139.980 | 44,8       |
| Bjelorusi     | 4.079   | 1,3        |
| Tatari        | 876     | 0,3        |
| Armenci       | 784     | 0,3        |
| Moldavci      | 720     | 0,2        |
| Azerbajdžanci | 647     | 0,2        |

Materinji jezik prema popisu stanovništva 2001. godine:
- ruski 85,1%
- ukrajinski 13,9%
- bjeloruski 0,1%
- armenski 0,1%

## Vanjske poveznice
- (rus.)/(ukr.)/(engl.) / Službena stranica